# Rome: Total War: Barbarian Invasion
Rome: Total War: Barbarian Invasion ist die erste Erweiterung für das Spiel Rome: Total War, welches 2004 erschien. Das Add-on wurde wie das Grundspiel von Creative Assembly entwickelt und von Sega veröffentlicht. Am 28. März 2017 erschien ROME: Total War – Barbarian Invasion von Feral Interactive als Standalone-App für iPad im App Store, am 9. Mai 2019 veröffentlichte Feral Interactive die iPhone-Version.
Das Add-on thematisiert die Spätantike: Im Jahr 395 n. Chr. ist das römische Imperium in zwei Teile, das Weströmische und das Oströmische Reich, zerfallen und wird auf europäischer Seite von Barbarenstämmen bedroht.

## Spielprinzip

### Allgemein
Barbarian Invasion übernimmt weitgehend das Spielprinzip des Grundspiels. Nach wie vor übernimmt der Spieler die Kontrolle über eine Großmacht der damaligen Zeit wie z. B. das Weströmische oder das Oströmische Reich, das Frankenreich oder das Sassanidenreich und versucht, deren Einfluss weiter auszudehnen. Dazu stehen ihm Diplomatie, aber in erster Linie die Kriegsführung zur Verfügung. Der rundenbasierte Teil des Spiels findet auf einer Kampagnenkarte statt, auf der der Spieler die wirtschaftliche, politische und militärische Entwicklung seiner Nation durch Gebäudebau in Städten, Armeebewegungen, Angriffe, Verteidigungen oder den Einsatz von Agenten steuern. Den Echtzeit-Part stellen die Schlachten dar, zu denen es kommt, wenn sich Armeen verfeindeter Nationen begegnen. Der Spieler übernimmt dann die Kontrolle über eine Armee und bekämpft die gegnerischen Truppen auf dem Schlachtfeld.

### Neuerungen
Wie im Vorgänger Medieval sind im Add-on wieder Religionen, das Christentum, das Heidentum und der Zoroastrismus, vorhanden. Jeder Staat der Spielewelt ist von einer dieser Religionen dauerhaft geprägt. Für jede Stadt existiert eine Übersicht über die Stärke der Vertreter verschiedener Religionen. Weicht die Religionszugehörigkeit der Mehrheit der Bevölkerung von der Staatsreligion ab, so beeinflusst dies die Zufriedenheit der Bevölkerung zum negativen und die Gefahr von Aufständen wächst.
Des Weiteren können neue Fraktionen im Spielverlauf durch Rebellionen entstehen. Dazu zählen Usurpatoren im Römischen Reich sowie die Ostgoten. Charaktere der betroffenen Seite können zu den Rebellierenden überlaufen, wenn sie eine geringe Loyalität besitzen. Dieser wird mit einer Zahl angegeben und beeinflusst, wie treu eine Figur zu ihrem Herrscher ist. Ist dieser eher niedrig, sind die Charaktere eher geneigt, bei einer Rebellion überzulaufen.

## Fraktionen
In Barbarian Invasion sind die Fraktionen im Wesentlichen in zwei Gruppen, die römischen Fraktionen und die barbarischen Fraktionen geteilt.
Die Barbaren sind ihrerseits in zwei Lager aufgeteilt. Auf der einen Seite stehen die ansässigen Barbaren, zum Beispiel die Franken, Sachsen oder Goten, die im Zuge des Zerfalls des römischen Reiches an Macht gewonnen haben, und nun vom Sturm aus dem Osten bedroht werden. Sie sind untereinander zerstritten und führen Kriege gegen ihre Nachbarn und gegeneinander.
Auf der anderen Seite stehen anrückende heimatlose Reiterhorden wie die Hunnen oder Vandalen, die Osteuropa und Nordafrika angreifen und versuchen, sich eine Heimat zu schaffen. Diese Völker starten als Reiterhorden. Mit ihrer starken Kavallerie haben diese in Feldschlachten kaum Probleme, tun sich jedoch an der Eroberung von Städten schwer, da häufig Infanterie und Belagerungsgeräte knapp sind. Erobert die Horde eine Stadt, so obliegt dem Eroberer die Wahl zwischen einer Plünderung oder einer Neuansiedlung. Wird die Stadt nicht geplündert, so wird 1/3 der Einheiten der Horde zu einem Teil der Bevölkerung und die Stadt wird Hauptstadt des neu errichteten Reichs. Bestimmte Fraktionen können zu einer Hordenarmee werden, wenn sie ihre letzte Stadt verlieren. Die Fraktion gilt dann nicht mehr wie im Grundspiel als besiegt, sondern besitzt noch die Möglichkeit, über einen längeren Zeitraum weiterzukämpfen.
| Übersicht über die Fraktionen | Übersicht über die Fraktionen | Übersicht über die Fraktionen | Übersicht über die Fraktionen | Übersicht über die Fraktionen | Übersicht über die Fraktionen                               |
| Fraktion                      | Kultur                        | Mögliche Religionen           | Spielbarkeit                  | Können zur Horde werden       | Anmerkungen                                                 |
| ----------------------------- | ----------------------------- | ----------------------------- | ----------------------------- | ----------------------------- | ----------------------------------------------------------- |
| Weströmer                     | römisch                       | Heidentum/Christentum         | spielbar                      | ×                             | einige Städte sind schon christlich                         |
| Oströmer                      | römisch                       | Heidentum/Christentum         | spielbar                      | ×                             | einige Städte sind noch heidnisch                           |
| Goten                         | nomadisch                     | Heidentum/Christentum         | spielbar                      | ✔                             |                                                             |
| Franken                       | barbarisch                    | Heidentum/Christentum         | spielbar                      | ✔                             |                                                             |
| Alemannen                     | barbarisch                    | Heidentum/Christentum         | spielbar                      | ×                             |                                                             |
| Sachsen                       | barbarisch                    | Heidentum                     | spielbar                      | ×                             |                                                             |
| Sarmaten                      | nomadisch                     | Heidentum/Christentum         | spielbar                      | ✔                             |                                                             |
| Langobarden                   | barbarisch                    | Heidentum/Christentum         | nicht spielbar                | ✔                             |                                                             |
| Burgunder                     | barbarisch                    | Heidentum/Christentum         | nicht spielbar                | ✔                             |                                                             |
| Kelten                        | barbarisch                    | Heidentum/Christentum         | nicht spielbar                | ×                             |                                                             |
| Roxolanen                     | nomadisch                     | Heidentum/Christentum         | nicht spielbar                | ✔                             |                                                             |
| Hunnen                        | hunnisch                      | Heidentum                     | spielbar                      | ✔                             | starten als Horde                                           |
| Vandalen                      | nomadisch                     | Heidentum/Christentum         | spielbar                      | ✔                             | starten als Horde                                           |
| Sassaniden                    | östlich                       | Zoroastrismus                 | spielbar                      | ×                             | einzige zoroastrische Seite                                 |
| Berber                        | karthagisch                   | Christentum                   | nicht spielbar                | ×                             |                                                             |
| Weströmische Rebellen         | römisch                       | Heidentum                     | erscheint später              | ×                             | erscheinen, wenn eine Stadt der Weströmer rebelliert        |
| Oströmische Rebellen          | römisch                       | Christentum                   | erscheint später              | ×                             | erscheinen, wenn eine Stadt der Oströmer rebelliert         |
| Ostgoten                      | nomadisch                     | Christentum                   | erscheint später              | ✔                             | erscheinen, wenn eine Stadt der Goten rebelliert            |
| Romano-Briten                 | römisch                       | Christentum                   | erscheint später              | ×                             | erscheinen, wenn die Römer aus Britannien vertrieben wurden |
| Slawen                        | nomadisch                     | Heidentum                     | erscheint später              | ✔                             | erscheinen zu einem bestimmten Zeitpunkt                    |

## Rezeption
Steve Butts vom britischen Online-Magazin IGN vergab für das Spiel in allen Bereichen gute Bewertungen. Die neue Epoche, die neuen Fraktionen sowie die neuen Einheiten bewertete er als interessant und realistisch inszeniert. Allerdings bemängelt er, dass trotz neuer Elemente wie Nachtschlachten oder das Religions-System die Abwechslung nicht so groß sei, wie beim Vorgänger. Auch sei die Möglichkeit, die Spielgrafiken zu verbessern, vertan worden. Dennoch fasste er abschließend zusammen, dass Barbarian Invasion eine gelungene und empfehlenswerte Erweiterung zum Hauptspiel geworden sei.
Jason Ocampo von GameSpot lobte den für ein Add-on außergewöhnlich großen Umfang. Ebenfalls sei die künstliche Intelligenz, die die Computergegner steuert, nun deutlich stärker und herausfordernder geworden. Kritik übte der an dem zu häufigen Mikromanagement, das den Spieler zu sehr von den wesentlichen Aufgaben ablenken würde. Außerdem bemängelt er, dass das Konzept der Seeschlachten, bei Kämpfen zu Wasser berechnet der PC stets den Schlachtausgang automatisch, unverändert geblieben sei und damit stark von Glück abhinge.